# Srdce
Srdce (títol original en txec, en català El cor) és una obra dramaticomusical en dos actes composta el 1921 per Josef Förster sobre un llibret en txec del mateix compositor. Es va estrenar el 15 de novembre de 1923 al Teatre Nacional de Praga.